# Amphisbaena camura
Amphisbaena camura là một loài bò sát trong họ Amphisbaenidae. Loài này được Cope mô tả khoa học đầu tiên năm 1862.